# Amir Hadžiahmetović
Amir Hadžiahmetović (Nexø, 8 de marzo de 1997) es un futbolista danés, nacionalizado bosnio, que juega en la demarcación de centrocampista para el Beşiktaş J. K. de la Superliga de Turquía.

## Selección nacional
Tras jugar con la selección de fútbol sub-17 de Bosnia y Herzegovina, la sub-19 y con la sub-21, finalmente debutó con la selección absoluta el 4 de septiembre de 2020. Lo hizo en un partido de la Liga de Naciones de la UEFA contra Italia que finalizó con un resultado de empate a uno tras el gol de Edin Džeko para Bosnia, y de Stefano Sensi para Italia.

## Clubes
| Club                     | País                 | Año       | Partidos | Goles |
| ------------------------ | -------------------- | --------- | -------- | ----- |
| FK Željezničar Sarajevo  | Bosnia y Herzegovina | 2014-2016 | 47       | 3     |
| Konyaspor                | Turquía              | 2016-2023 | 199      | 17    |
| Beşiktaş J. K.           | Turquía              | 2023-2024 | 42       | 1     |
| Çaykur Rizespor (cedido) | Turquía              | 2024-2025 | 23       | 1     |
| Beşiktaş J. K.           | Turquía              | 2025-     | 13       | 0     |

## Palmarés

### Campeonatos nacionales
| Título               | Club           | País    | Año  |
| -------------------- | -------------- | ------- | ---- |
| Copa de Turquía      | Konyaspor      | Turquía | 2017 |
| Supercopa de Turquía | Konyaspor      | Turquía | 2017 |
| Copa de Turquía      | Beşiktaş J. K. | Turquía | 2024 |
| Supercopa de Turquía | Beşiktaş J. K. | Turquía | 2024 |